# Fotbal Shaolin
Fotbal Shaolin (în chineză: 少林足球; Pinyin: Shàolín Zúqiú; titlu internațional: Shaolin Soccer) este un film de comedie cu arte marțiale, produs în Hong Kong în anul 2001, regizat și co-scenarizat de Stephen Chow, care a jucat și rolul principal. Povestea filmului prezintă un monah Shaolin care, peste ani - după moartea masteruli lor, reunește cinci frați, pentru a aplica aptitudinile lor superumane de arte mațiale în jocul de fotbal, de a aduce Shaolinquanul (Kung Fu Shaolin) mai aproape de lume și de a câștiga bani pentru a scăpa de sărăcie.